# Warszawa (Praxis album)
Warszawa är ett livealbum från supergruppen Praxis som släpptes 1999 av märket Innerhythmic Foundat. Albumet innehåller 3 av de mest inflytelserika medlemmarna, basisten och producenten Bill Laswell, gitarristen Buckethead, och trummisen Brain.

## Låtlista
1. Initiation   21:05
2. Flux and Reflux   6:00
3. Saturn   5:29
4. Destroyer   6:54
5. Fifth Element   5:09